# Lijst van steden en dorpen in Ierland
Dit is een lijst van steden en dorpen in Ierland op alfabetische volgorde.

## A
Abbeydorney, Abbeyfeale, Abbeyknockmoy, Abbeylara, Abbeyleix, Abbeyshrule, Abbeyside, Achill Sound (Gob a' Choire), Achonry, Aclare, Adamstown (Dublin), Adamstown (Wexford), Adare, Adrigole, Affane, Aghaboe, Aghabullogue, Aghada, Aghamore, Agher,  Aglish, Ahakista, Annacurra, Ahascragh, Aherla, Ahiohill, Allen, Allenwood, Allihies, An Daingean, Anglesboro, Annacotty, Annagassan, Annagry (Anagaire), Annamoe, Annascaul, Annestown, Annyalla, Ardagh, Ardara, Ardcroney, Ardee, Ardfert, Ardfield, Ardgroom, Ardmore, Ardpatrick, Ardrahan, Ardsallis, Arigna, Arklow, Arless, Artane, Arthurstown, Arvagh, Ashbourne, Ashford, Askeaton, Askill, Athboy, Athea, Athenry, Athgarvan, Athlacca, Athleague, Athlone, Athy, Attymass, Attymon, Aughagower, Aughleam (Eachléim), Aughrim (Galway), Aughrim (Wicklow), Avoca

## B
Bailieborough, Balbriggan, Baldoyle, Balgriffin, Balla, Ballaghaderreen, Ballaghmore, Balally, Ballickmoyler, Ballina (Mayo), Ballina (Tipperary), Ballinaclash, Ballinacurra, Ballinadee, Ballinagar, Ballinagh, Ballinaglera, Ballinagree, Ballinakill, Ballinalee, Ballinamore, Ballinascarty, Ballinasloe, Ballincollig, Ballindaggin, Ballinderreen, Ballindine, Ballindooley, Ballineen, Ballingarry (Limerick), Ballingarry (Tipperary), Ballingeary (Béal Átha an Ghaorthaidh), Ballingurteen, Ballinhassig, Ballinkillin, Ballinlough, Ballinode, Ballinroad, Ballinrobe, Ballinskelligs (Baile an Sceilg), Ballinteer, Ballintemple, Ballintra, Ballintober (Roscommon), Ballintogher, Ballintubber (Mayo),  Ballsbridge, Ballysadare, Ballitore, Ballivor, Ballon, Ballybay, Ballybeggan, Ballyboden, Ballybofey, Ballybough, Ballybrack, Ballybrittas, Ballybrophy, Ballybunion, Ballycanew, Ballycarney, Ballycastle, Ballycolla, Ballyconnell, Ballyconneely, Ballycotton, Ballycroy, Ballycullane, Ballycumber, Ballydavid (Baile na nGall), Ballydehob, Ballydesmond, Ballyduff (Kerry), Ballyduff (Waterford), Ballyduff (Wexford), Ballyedmond, Ballyfarnan, Ballyfermot, Ballyferriter (Baile an Fheirtéaraigh), Ballyfin, Ballyforan, Ballygarrett, Ballygarvan, Ballygawley, Ballyhack, Ballyhaise, Ballyhale, Ballyhaunis, Ballyhea, Ballyheigue, Ballyhide, Ballyhuppahane, Ballyjamesduff, Ballykeeran, Ballyknockan, Ballylanders, Ballylaneen, Ballyleague, Ballylickey, Ballyliffin, Ballylongford, Ballylooby, Ballylinan, Ballymacward, Ballymagauran, Ballymahon, Ballymakeera (Baile Mhic Íre), Ballymascanlan, Ballymoe, Ballymore (Cork), Ballymore (Westmeath), Ballymore Eustace, Ballymote, Ballymount, Ballymun, Ballymurphy, Ballynacally, Ballynacargy, Ballynahinch, Ballynahown (Baile na hAbhann), Ballynanty, Ballyogan, Ballyporeen, Ballyragget, Ballyroan, Ballysaggart, Ballyshannon, Ballysloe, Ballyvary, Ballyvaughan, Ballyvourney (Baile Bhuirne), Ballywilliam, Balscadden, Baltimore, Baltinglass, Banagher, Bandon, Bangor Erris, Bannow, Bansha, Banteer, Bantry, Barefield, Barleycove, Barna (Bearna), Barnane, Barrowhouse, Batterstown, Bawnboy, Bayside, Bealadangan (Béal a' Daingin), Bective, Bekan, Belcarra, Belderrig (Béal Deirg), Belfield, Bellanagare, Bellanamullia, Bellavary, Bellewstown, Belmullet (Béal an Mhuirthead), Belturbet, Belvelly, Bennettsbridge, Bettystown, Binghamstown, Birdhill, Birr, Blacklion, Blackrock (Dublin), Blackrock (Louth),  Blackwater, Blanchardstown, Blarney, Blennerville, Blessington, Blue Ball, Boherbue, Bohola, Bonniconllon, Boolavogue, Booterstown, Borris, Borris-in-Ossory, Borrisokane, Bree, Borrisoleigh, Boston (Clare), Bouladuff, Boyerstown, Boyle, Bracknagh, Brandon (Cé Bhréannain), Bray, Breaffy, Brickens, Bridgend, Bridgetown,  Brittas, Broadway, Brosna (Kerry), Brosna (Offaly), Bruckless, Bruff, Buckode, Bullaun, Bunacurry (Bun a' Churraigh), Buncrana, Bunclody, Bundoran, Bunmahon, Bunratty, Burnfoot, Burtonport (Ailt an Chorráin), Butlersbridge, Buttevant

## C
Cabinteely, Cadamstown, Caherdaniel (Cathair Dónall), Cahersiveen, Cahir, Cahircon, Callan, Caltra, Camp, Campile, Camus, Cappagh, Cappamore, Caragh, Carlingford, Carlow, Carnaross, Carndonagh, Carran, Carraroe (an Cheathrú Rua), Carrickbeg, Carrickmacross, Carrickmines, Carrick-on-Shannon, Carrick-on-Suir, Carrigadrohid, Carrigaholt, Carrigaline, Carrigallen, Carriganima, Carrigans, Carrigart (Carraig Airt), Carrigeen, Carrigtwohill, Carrowteige (Ceathrú Thaidhg), Cashel, Casla, Castlebaldwin, Castlebar, Castlebellingham,  Castleblakeney, Castleblayney, Castlebridge, Castlecomer, Castleconnell, Castlecove, Castledermot, Castlefin, Castlegregory, Castlehill, Castleiney, Castleisland, Castleknock, Castlelyons, Castlemartyr, Castlemaine, Castlepollard,  Castleplunket, Castlerea, Castleshane (Monaghan), Castletown (Laois), Castletownbere, Castletownroche, Castletownshend, Castletown-Geoghegan, Castletroy, Castletown-Kinneigh, Causeway, Cavan, Celbridge, Chapelizod, Charlestown, Charleville (Ráth Luirc), Cherrywood, Church Hill, Churchtown (Cork), Churchtown (Dublin), Cill Ghallagáin, Claddaghduff, Clane, Clara, Clarecastle, Clareen, Claregalway (Baile Chláir), Claremorris, Clarina Village, Clashmore, Cleariestown, Cleggan, Clifden, Clogh, Clohamon, Cloghan (Donegal), Cloghan (Offaly), Cloghane (an Clochán), Clogheen, Clogherhead, Cloghroe, Clonaghadoo, Clonakilty, Clonbur (an Fhairche), Clondrohid, Clonegal, Clonfert, Clonlara, Clonliffe, Clonmacnoise, Clonmany, Clonmel, Clonmellon, Clonmore (Carlow), Clonmore (Tipperary), Clonony, Clonroche, Clonsilla, Clonskeagh, Clontarf, Clontibret, Cloonacool, Cloondara, Cloone, Cloonfad, Cloonfush, Cloughduv, Cloughjordan, Clounanaha, Cloyne, Coachford, Cobh, Coill Dubh, Colehill, Collinstown, Collon, Collooney Cong, Conna, Convoy, Coolderry, Coolaney, Coolboy, Coolafancy, Coolea (Cúil Aodha), Coolgreany, Coolkenno, Coolmine, Coolock, Cooraclare, Cootehill, Corduff,  Cork, Cornamona (Corr na Móna), Cornafulla, Corofin (Clare), Corofin (Galway), Corroy, Courtmacsherry, Courtown, Craanford, Cratloe, Craughwell, Crecora, Cree, Cregganbaun, Creggs, Crettyard, Croagh, Croghan, Crolly (Croithlí), Crookhaven, Crookstown (Cork), Crookstown (Kildare), Croom, Cross, Crossabeg, Crossbarry, Crossdoney, Crosshaven, Crossmolina, Crumlin, Cullen (Cork),  Cullen (Tipperary), Cullenstown, Cullohill, Curracloe, Currans, Curraghboy, Currow, Cushina, Cushinstown Culdaff, Clondalkin

## D
Daingean, Dalkey, Daly's Cross, Deansgrange, Delphi, Delvin, Derrew, Derrinturn, Derrybeg (Doirí Beaga), Derrynane, Dingle (an Daingean), Dolla, Dollymount, Dolphin's Barn, Donabate, Donaghmede, Donaghmore, Donegal, Doneraile, Donnybrook, Doochary (an Dúchoraidh), Dooega (Dumha Éige), Doohoma, Doolin, Doon (Limerick), Doon (Offaly), Doonbeg, Dooniver (Dún Ibhir), Douglas, Downings (Na Dúnaibh), Dowra, Drimoleague, Dripsey, Drinagh, Drogheda, Dromahair, Dromahane, Donnycarney, Dromcolliher, Dromiskin, Dromod, Dromore West, Drum, Drumcliff, Drumcondra, Drumkeeran, Drumlish, Drummin, Drumraney, Drumshanbo, Drumsna, Duagh, Dualla, Dublin, Duhallow, Duleek, Dunboyne, Duncannon, Duncormick, Dundalk, Dunderrow, Dundrum (Dublin), Dundrum (Tipperary), Dunfanaghy, Dungarvan, Dungloe (an Clochán Liath), Dungourney, Dunkineely, Dún Laoghaire, Dunlavin, Dunleer, Dunmanway, Dunmore, Dunmore East, Dunquin (Dún Chaoin), Dunshaughlin, Durrow (Laois), Durrow (Offaly), Durrus, Dysart

## E
Eadestown, Easky, East Wall, Edenderry, Edgeworthstown, Elphin, Emly, Emo, Emyvale, Enfield, Ennis, Enniscrone, Enniscorthy, Enniskean, Enniskerry, Ennistymon, Errew, Errill, Eyeries, Eyrecourt

## F
Fahamore, Fahan, Falcarragh (an Fál Carrach), Fanore, Farranfore, Feakle, Fenagh (Leitrim), Fennagh (Carlow), Feohanagh (an Fheothanach), Ferbane, Fenit, Fermoy, Ferns, Fethard, Fethard-on-Sea, Fiddown, Finglas, Finnea, Fintown (Baile na Finne), Finuge, Firhouse, Flagmount, Fossa, Foulkesmill, Fountainstown, Foxford, Foxrock, Foynes, Frenchpark, Freshford, Frosses, Furbo

## G
Galbally, Galmoy, Galway, Garrafrauns, Garrienderk, Garristown, Garryspillane, Geesala, Geevagh, Glandore, Glangevlin, Glanmire, Glanworth, Glasheen, Glaslough, Glasnevin, Glassan, Glasthule, Glen, Glenamaddy, Glenageary, Glenamoy,  Glenbrook, Glencolmcille (Gleann Cholm Cille), Glencullen, Glencullen (Mayo), Glenealy, Glenfarne, Glengad,  Glengarriff, Glenhest, Glenties, Glin, Glinsk, County Galway, Glinsk, County Mayo Glounthaune, Gneeveguilla, Goatstown, Golden, Goleen, Goresbridge, Gorey, Gormanston, Gort, Gortahork (Gort a' Choirce), Gorteen, Gortnahoe, Gougane Barra, Goulane, Gowran, Graiguenamanagh, Granard, Grange (Sligo), Grange (Waterford), Grangecon, Greenan, Greencastle, Greenore, Greystones, Gweedore (Gaoth Dobhair)

## H
Hacketstown, Halfway, Harold's Cross, Headford, Herbertstown, Hollyford, Hollyfort, Hollymount, Hollywood, Holycross, Horse and Jockey, Hospital, Howth, Hugginstown, Hurlers Cross

## I
Inagh, Inch (Clare), Inch (Wexford), Enniscrone, Inistioge, Innishannon, Inniskeen, Inver, Inverin (Indreabhán), Irishtown (Dublin), Irishtown (Mayo), Islandeady, Ivarstown

## J
Jamestown, Jenkinstown (Kilkenny),
Jenkinstown (Louth), Johnstown (Kildare), Johnstown (Kilkenny), Johnstown (Navan), Johnstown Bridge, Julianstown

## K
Kanturk, Keadue, Kealkill, Keel, Keenagh, Kells, Kenmare, Kerrykeel, Keshcarrigan, Kilbarrack, Kilbaha, Kilbeggan, Kilbeheny, Kilberry, Kilbricken, Kilbrin, Kilbrittain, Kilcar (Cill Charthaigh), Kilcock, Kilcogy,  Kilcolgan, Kilconly, Kilcoole, Kilconnell, Kilclooney Kilcormac, Kilcorney, Kilcrohane, Kilcullen, Kildangan, Kildare, Kildavin, Kildimo, Kildorrery, Kildysart, Kilfenora, Kilfinane, Kilflynn, Kilgarvan, Kilglass, Kilkea, Kilkee, Kilkelly, Kilkenny, Kilkerrin, Kilkieran (Cill Chiaráin), Kill (Kildare), Killadysert, Killala, Killaloe, Killanne, Killarga, Killarney,  Killashee, Killavullen, Killeigh, Killenaule, Killeshandra,  Killeshin, Killimordaly, Killinaspick, Killiney, Killinierin, Killorglin, Killucan, Killurin, Killybegs, Kilmacanogue,  Kilmacduagh,
Kilmacow, Kilmacthomas, Kilmaine, Kilmaley, Kilmallock, Kilmead, Kilmeaden, Kilmeage, Kilmichael, Kilmihil, Kilmore, Kilmore Quay, Kilmoyley, Kilmuckridge, Kilnaboy, Kilnaleck, Kilnamartyra (Cill na Martra), Kilpedder, Kilquade, Kilronan (Cill Rónáin), Kilrush, Kilshanchoe, Kilshanny, Kilskeer, Kiltale, Kiltartan,  Kiltealy, Kilteel, Kilteely, Kiltegan, Kilternan, Kiltimagh, Kiltormer, Kiltyclogher, Kilumney, Kilworth, Kincasslagh (Cionn Caslach), Kingscourt, Kinlough, Kinnegad, Kinnitty, Kinsale, Kinvara, Knightstown, Knock, Knockbridge, Knockaderry, Knocknahur, Knockananna, Knockanore, Knockcroghery, Knocklyon, Knocknagoshel, Knocknagree, Knockraha, Knocktopher

## L
Labasheeda, Lackagh, Lacken, Laghy, Lahardane, Lahinch, Lanesborough, Laragh (Cavan), Laragh (Wicklow), Largydonnell, Lattin, Lawrencetown, Laytown, Leabgarrow, Leap, Lecanvey, Lecarrow, Leenaun, Leighlinbridge, Leitrim, Leixlip, Lemybrien, Letterfrack, Letterkenny, Lettermacaward (Leitir Mhic a' Bhaird), Lettermore (Leitir Móir), Lettermullen (Leitir Mealláin), Lifford, Limerick, Liscannor, Liscarroll, Lisdoonvarna, Lismire, Lismore, Lispole (Lios Póil), Lisronagh, Lisryan, Lisselton, Lissycasey, Listowel, Littleton, Lixnaw, Lombardstown, Longford, Longwood, Lorrha, Loughanure (Loch an Iúir), Loughglinn, Loughlinstown, Loughmore, Loughrea, Loughshinny, Louisburgh, Louth, Lucan, Lullymore,  Lusk, Lyre

## M
Maam Cross, Macroom, Magheraroarty (Machaire Rabhartaigh), Mahon Bridge, Mahoonagh, Malahide, Malin, Mallow, Manorhamilton, Marlfield, Maum, Mayfield, Maynooth, Mayo, Meelick (Clare), Meelick (Mayo), Meelin, Menlo, Midleton, Milestone, Milford (Cork), Milford (Donegal), Millstreet, Milltown (Dublin), Milltown (Galway), Milltown (Kerry), Milltown (Kildare), Milltownpass, Miltown Malbay, Minane Bridge, Mitchelstown, Moate, Mohill, Monageer, Monaghan, Monamolin, Monaseed, Monasteraden, Monasterevin, Moneenroe, Moneygall, Monkstown (Cork), Monkstown (Dublin), Montenotte, Montpelier, Mooncoin, Moone, Mothel, Mountbellew, Mountcharles, Mountcollins, Mountmellick, Mountnugent, Mountrath, Mountshannon, Mount Temple, Moville, Moycullen (Maigh Cuilinn), Moydow, Moygownagh, Moylough, Moynalty, Moyvane, Moyvoughly, Muff, Muine Bheag, Mulhuddart, Mulhussey, Mullagh (Cavan), Mullagh (Clare), Mullaghmore, Mullinahone, Mullinavat, Mullingar, Mulranny, Multyfarnham, Murroe, Murrooghtoohy, Murrintown, Murrisk, Myrtleville, Myshall

## N
Naas, Nad, Narin, Narraghmore, Naul, Navan, Neale, Nenagh, Newbawn, New Birmingham, Newbliss, Newbridge (Galway), Newbridge (Kildare), Newcastle (Dublin), Newcastle (Wicklow), Newcastle West, Newcestown, New Inn (Galway), New Inn (Laois), New Inn (Tipperary),  Newmarket, Newmarket-on-Fergus, Newport, New Ross, Newtown (Laois), Newtown (Tipperary), Newtowncashel, Newtowncunningham, Newtownforbes, Newtowngore, Newtownmountkennedy, Ninemilehouse, Nobber, Nohoval, North Wall, Nurney (Carlow), Nurney (Kildare)

## O
O'Briensbridge, O'Callaghans Mills, Ogonnelloe, Oilgate, Old Leighlin, Oldcastle, Oldtown (Dublin), Old Town (Roscommon), Omeath, Ongar, Oola, Oranmore, Oughterard, Oulart, Ovens, Owenbeg, Oxmantown, Oysterhaven

## P
Palatine, Pallasgreen, Pallaskenry, Palmerstown, Parteen, Partry, Passage East, Passage West, Patrickswell, Paulstown, Pettigo, Piltown, Pollagh, Pontoon, Portarlington, Portlaoise, Portlaw, Portmagee, Portmarnock, Portnablagh, Portrane, Portroe, Portumna, Poulaphouca, Poulpeasty, Prosperous, Puckane

## Q
Quigley's Point, Quilty, Quin

## R
Rahara, Raharney, Raheen (Laois), Raheen (Limerick), Raheen (Wexford), Raheny, Rakestreet, Ramelton, Ranelagh, Rannafast (Rann na Feirste), Raphoe, Rathangan (Kildare), Rathangan (Wexford), Rathcabbin, Rathcarran (Ráth Cairn), Rathconrath, Rathcoole, Rathcormac, Rathdowney,  Rathfarnham, Rathgar, Rathgormack, Rathkeale, Rathmines, Rathmolyon, Rathmore, Rathmullan, Rathnew, Rathnure, Rathowen, Rathvilly, Ratoath, Rearcross, Recess, Redcross, Redhouse, Redhills (Cavan), Rerrin, Renmore,  Ring (an Rinn), Ringaskiddy, Ringsend, Riverchapel, Riverstick, Riverstown (Sligo), Riverstown (Tipperary/Offaly),  Robertstown, Rochfortbridge, Rockchapel, Rockcorry, Rockmills, Rolestown, Roosky, Rosbercon, Roscommon, Roscrea, Rosegreen, Rosemount, Rosenallis, Roslevan, Rosmuc, Rossaveel (Ros a' Mhíl), Rosscarbery, Rosses Point, Rossinver, Rosslare Harbour, Rosslare Strand, Rossnowlagh, Rossport (Ros Dumhach), Roundstone, Roundwood, Royal Oak, Ruan, Rosses Point, Rush, Rushbrooke, Rylane

## S
Saggart, Salia (Sáile), Sallins, Sallybrook, Sallynoggin, Salthill, Saltmills, Sandpit, Sandycove, Sandyford, Sandymount, Santry,  Scarnagh, Scariff, Scraggane, Schull, Scotshouse,  Scotstown, Screeb, Shammer, Shanagarry,  Shanahoe, Shanagolden, Shanbally, Shanballymore, Shannonbridge, Shannon Harbour, Shannon, Shercock, Sheriff Street, Shinrone, Shrule, Silvermines, Sixmilebridge, Skehana, Skerries, Skibbereen, Skreen, Skryne, Slane, Sligo, Smithborough, Sneem, Sooey, Spanish Point, Spiddal (an Spidéal), Spink, St Johnston, St Mullin's, Stamullen, Staplestown, Stepaside, Stillorgan, Stonetown, Stoneybatter, Stradbally (Laois), Strade, Stradone, Straffan, Stranorlar, Stratford-on-Slaney, Streamstown, Strokestown, Summerhill, Suncroft, Sutton, Swanlinbar, Swinford, Swords

## T
Tacumshane, Taghmaconnell, Taghmon, Taghshinny, Tallaght, Tallow, Tang, Tarbert, Tarmonbarry, Teelin (Teileann), Templeglantine, Templemore, Templeogue, Templenoe, Terenure, Termon, Termonfeckin, Terryglass, The Harrow, The Rower, The Swan, Thomastown, Thurles, Ticknock, Timahoe, Timoleague, Timolin, Tinahely, Tinryland, Tinure, Tipperary, Togher, Cork, Toomevara, Touraneena, Toorlestraun, Toormakeady (Tuar Mhic Éadaigh), Tower, Tragumna,  Tralee, Tramore, Trim, Tuam, Tuamgraney, Tournafulla, Tubber, Tubberclare, Tubbercurry, Tulla, Tullaghan, Tullahought, Tullamore, Tullow, Tullyallen, Tulrahan, Tulsk, Turloughmore, Two-Mile Borris, Tydavnet, Tynagh, Tyrrellspass, Tunnagh

## U
Union Hall, Upperchurch, Upton, Urlingford, Urris

## V
Valleymount, Ventry (Ceann Trá), Vicarstown, Villierstown, Virginia

## W
Walkinstown, Walsh Island, Watch House Village, Waterford, Watergrasshill, Waterville, Wellingtonbridge, Westport, Wexford, Whitechurch, Whitegate (Clare), Whitegate, Wicklow, Williamstown, Windgap, Windy Arbour, Woodenbridge, Woodford, Woodlawn

## Y
Yellow Furze, Youghal